# Black and Yellow
„Black and Yellow“ je píseň amerického rappera Wize Khalify, která uvádí jeho třetí album Rolling Papers. Píseň byla vydána jako první singl z alba 14. září 2010. V únoru 2011 se píseň vyšplhala na první pozici v žebříčku Billboard Hot 100.
Název písně odkazuje na barvy města Pittsburgh a jeho týmu amerického fotbalu Pittsburgh Steelers.

## Tracklist
1. "Black and Yellow" (Explicit Album Version) – 3:36
2. "Black and Yellow" (G-Mix) (ft. Juicy J, Snoop Dogg a T-Pain) – 4:35

## Remixy
Mnoho umělců nahrálo vlastní verze této písně, které převážně odkazovaly na jiné sportovní týmy.
- Game (ft. Snoop Dogg a YG) – "Purp & Yellow"
- Lil Wayne – "Green and Yellow"
- Fabolous – "White and Navy"
- Maino – "Yeah Carmelo"
- Jermaine Dupri – "Black and Red"
- Young Jeezy – "Black and Yellow Freestyle"

## Hitparáda
| Země                            | Umístění |
| ------------------------------- | -------- |
| Belgie (Ultratop)               | 2        |
| Česko (IFPI)                    | 26       |
| Finsko (SVL)                    | 2        |
| Kanada (Canadian Hot 100)       | 7        |
| Slovensko (IFPI)                | 26       |
| Spojené království (UK Singles) | 5        |
| US Hot 100                      | 1        |
| US Hip Hop                      | 6        |
| US Rap                          | 1        |